# Giovanni d'Alemagna

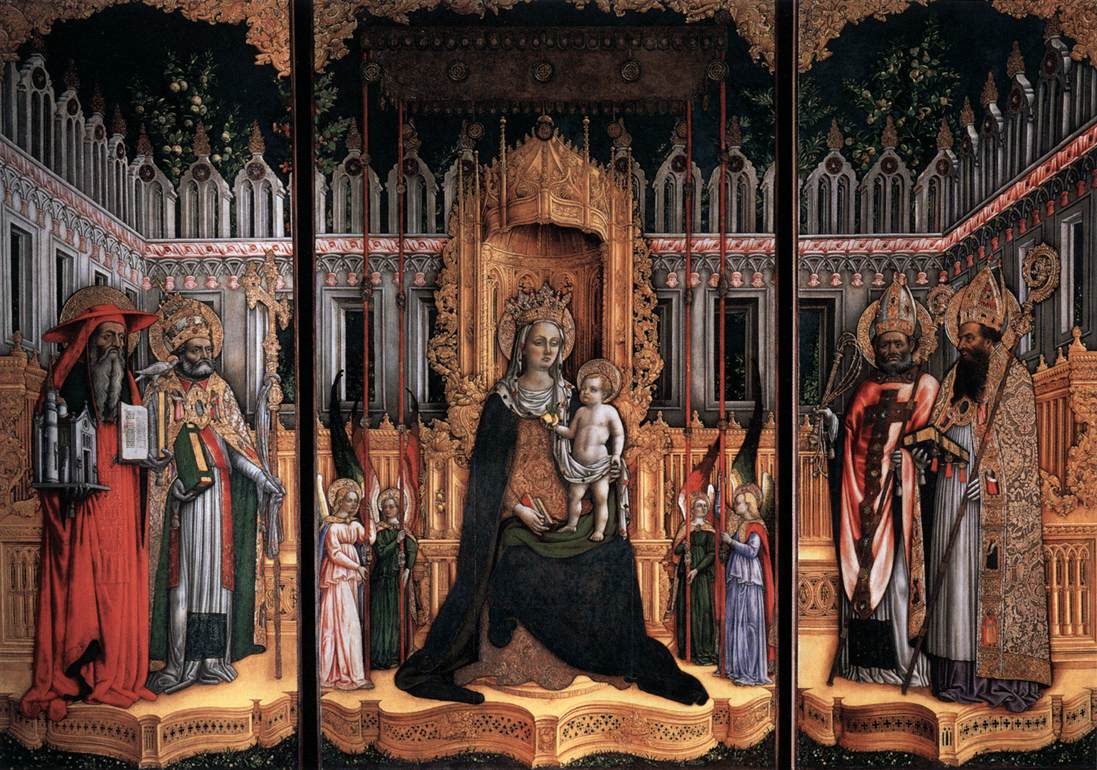
Madonna s dítětem a sv. Řehořem a Jeronýmem (vlevo), Ambrožem a Augustinem (vpravo).
Triptych od Giovanniho d'Alemagna a Antonia Vivariniho (1446), Gallerie dell'Accademia

Giovanni d'Alemagna (ca. 1411 – 1450) byl německý malíř pracující v Itálii. Spolupracoval se svým švagrem Antoniem Vivarinim na zakázkách v Benátkách a Padově. I když je mnohdy obtížné rozlišit práce obou umělců, Giovanni je spojován s obrazem sv. Jeronýma (1444), který nese podpis „Johannes“. Tento obraz naznačuje, že Giovanniho dílo bylo obecně plošší a zdobnější než přirozenější styl Antonia. Giovanni d'Alemagna a Antonio Vivarini provozovali mimořádně dobře prosperující obchod v Benátkách, který se specializoval na oltářní obrazy a zadávali zakázky na bohatě zobené gotické rámy. V roce 1446 Giovanni a Antonio podepsali a datovali triptych představující Madonu s dítětem a svatými na zdi za důstojnickou lavičkou nedávno rozšířené zasedací místnosti Scuola della Carità (nyní součást Gallerie dell'Accademia). Obraz vypadá jako oltář, ale záměrem bylo podněcovat k dobrému rozhodování. Tento monumentální obraz ukazuje čtyři svaté (sv. Řehoř a Jeroným vlevo, Ambrož a Augustin vpravo) shromážděné kolem postavy Madony s dítětem umístěné ve středu obrazu. Architektura nebeského dvora je oživena růžovým a šedým mramorem v konrastu s temnými barvami v pozadí, postavy mají přepychová roucha, rostliny jsou zobrazeny s láskyplnou péčí. V roce 1448 začal s Vivarinim a Andrea Mantegnou pracovat na dekoracích kaple Ovetari v Padově, ale zemřel brzy po započetí prací.